# 히에다노촌
히에다노촌(일본어: 薭田野村)은 일본 교토부 미나미쿠와다군에 설치되었던 정이다.